# 510
| 510                |
| ------------------ |
| Dødsfald - Fødsler |
|                    |

| Gregoriansk kalender | 510 DX                  |
| Ab urbe condita      | 1263                    |
| Armensk kalender     | I/T                     |
| Kinesiske kalender   | 3206 – 3207 己丑 – 庚寅 |
| Etiopisk kalender    | 502 – 503               |
| Jødisk kalender      | 4270 – 4271             |
| Hindukalendere       |                         |
| - Vikram Samvat      | 565 – 566               |
| - Shaka Samvat       | 432 – 433               |
| - Kali Yuga          | 3611 – 3612             |
| Iransk kalender      | 112 BP – 111 BP         |
| Islamisk kalender    | 116 BH – 114 BH         |

Se også 510 (tal)

## Dødsfald
- Tato, langobardisk konge.